# Templum Pacis

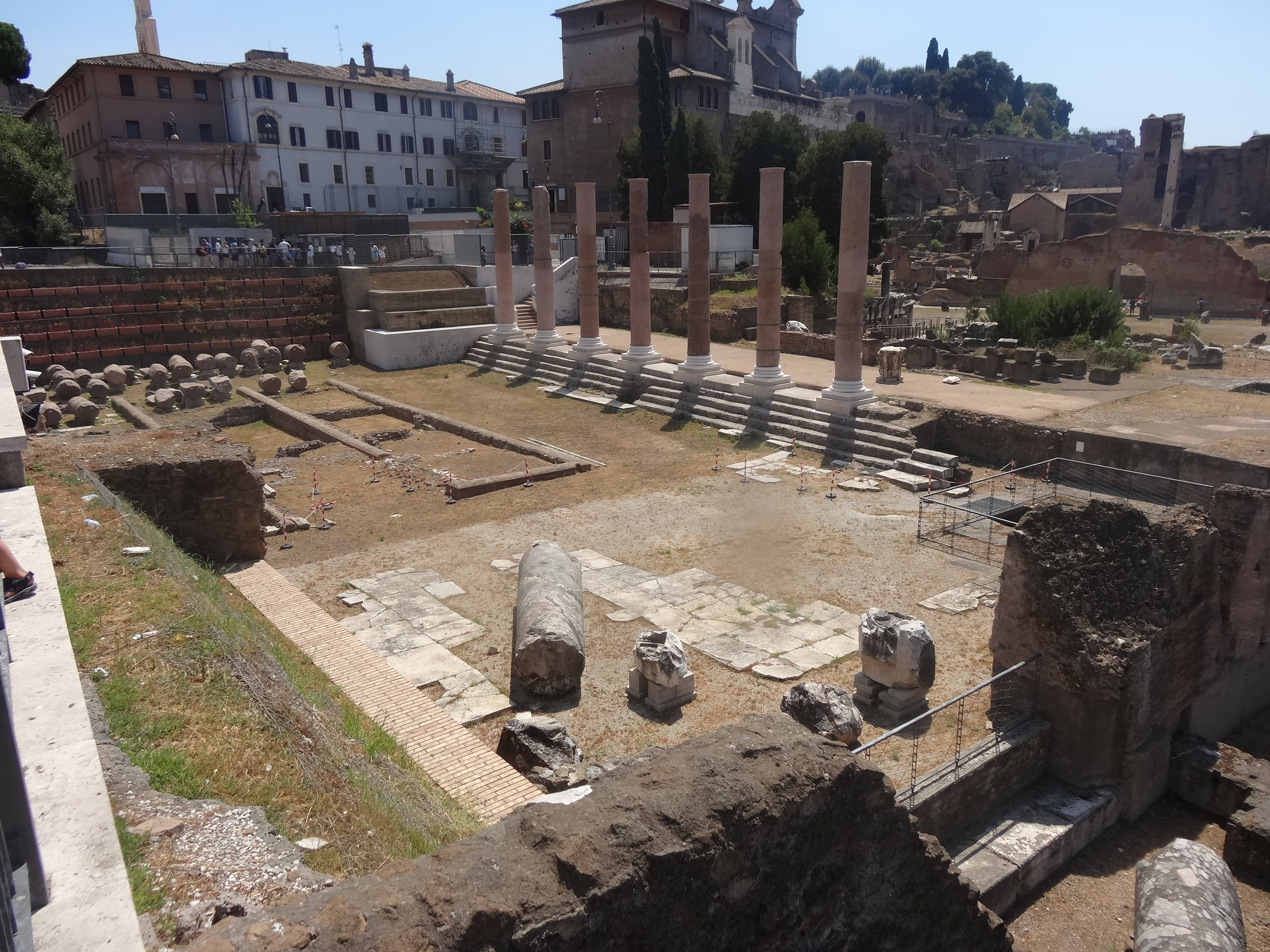
Reste des Templum Pacis

Das Templum Pacis (deutsch Friedenstempel) war ein Tempel im antiken Rom. Das Tempelareal wurde ab dem 4. Jahrhundert auch forum Pacis („Friedensforum“) genannt und lag nördlich der Basilica Aemilia. Vom Friedensforum ist nur der Teil südöstlich der heutigen Via dei Fori Imperiali, gegenüber der Einmündung der Via Cavour ausgegraben.

## Geschichte
Die Anlage wurde von Vespasian nach der Eroberung Jerusalems im Jahr 71 begonnen und 75 eingeweiht. Im Tempel befand sich die Bibliothek des Friedens (Bibliotheca Pacis), die viele Beutestücke Vespasians aus Jerusalem und berühmte Werke griechischer Künstler enthielt. Er ließ auch Kunstwerke wie den Ganswürger aus dem früheren Palast Neros hierher überführen. Plinius (naturalis historia 36, 102) bezeichnete diesen Tempel, die Basilica Aemilia und das Augustusforum als die drei schönsten Bauten Roms. Kurz vor dem Tod des Commodus wurde der Tempel im Jahr 191 durch ein Feuer zerstört, jedoch durch Septimius Severus wieder aufgebaut. Zu Zeiten des Septimius Severus befand sich im Tempel vermutlich das Grundbuchamt der Stadt Rom. Dieses war mit einer außerordentlich großen Stadtkarte Roms dekoriert, der „Forma Urbis Romae“.
In den Jahrhunderten nach der Wiedererrichtung bezeichnete man den Tempel erneut als eines der schönsten Gebäude Roms. Er gab dem vierten Bezirk der Stadt seinen Namen. Es ist nicht ganz klar, wann der Tempel zerstört wurde. Im Jahr 408 gab es seismische Erschütterungen an sieben aufeinanderfolgenden Tagen am Friedensforum, und möglicherweise ist das Gebäude hierdurch geschwächt worden oder eingestürzt. Prokop schrieb im 6. Jahrhundert, dass der Tempel schon vor langer Zeit durch Blitzschlag zerstört worden sei. Es waren jedoch weiterhin viele Kunstwerke in seiner Umgebung aufgestellt.

## Beschreibung
Die Anlage selbst bestand aus zahlreichen Gebäuden auf einem komplex gestalteten Gelände von etwa 135 × 100 Metern Ausdehnung. Die Umfassungsmauer bestand aus Peperino-Tuff, der mit Marmor verkleidet war und mehrere Durchgänge besaß. Die Blöcke aus Peperino haben Aussparungen im Beton der Maxentiusbasilika hinterlassen, deren Nordwestseite angrenzte. Die Komplexität selbst ist fast ausschließlich über die Darstellung des Forum Pacis auf der Forma Urbis bekannt, die gerade für diesen Bereich besonders gut erhalten ist.
Der große quadratische Forumsplatz war an drei Seiten von Portiken gefasst. Die seitlichen Portiken waren zusätzlich mit Nischen verziert, während entlang der Frontwand Säulen aus Marmor Africano platziert waren, die den Eindruck einer Säulenhalle hervorriefen.
Dem Haupteingang gegenüber stand im Mittelpunkt der Anlage der Tempel des Friedens, umgeben von einer Reihe symmetrisch angeordneter kleinerer Gebäudekomplexe, einer griechischen und einer lateinischen Bibliothek, Räumen für die Beute aus Jerusalem und eine Art Museum mit einer reichen Sammlung griechischer Kunst, die Vespasian hierher hat bringen lassen.
Der zentrale Platz vor dem Tempel war als Garten gestaltet, mit Brunnen und Podesten für griechische Statuen.
Der Tempel selbst, ein hexastyler Pronaos, mit einer aula apsidata an der Rückseite und dem Altar unmittelbar in Front des Tempels, war in die umgebenden Portiken integriert, so dass nur der Vorbau des Pronaos nach vorn in Erscheinung trat. Diese starke bauliche Integration zusammen mit dem ungewöhnlichen Charakter der Gestaltung, die mit ihrer Gartenanlage für ein Kaiserforum sehr aus dem Rahmen fiel und insgesamt sich eher auf hellenistischen Anlagen des Ostens zu berufen scheint, führt bereits in der Zeit vor Konstantin dazu, nicht nur den Tempel, sondern das ganze Forum als templum pacis zu bezeichnen.
In der Umgebung des Tempels entstanden später nordwestlich das Forum Transitorium (auch Nerva-Forum genannt) und südöstlich die Maxentiusbasilika. Der Tempelplatz war rechteckig und ebenso ausgerichtet wie die angrenzenden kaiserlichen Foren (Nerva-Forum, Augustusforum und Trajansforum). An der südöstlichen Ecke öffnete eine monumentale Passage den Zugang von der Via Sacra; Teile sind nach einigen baulichen Veränderungen heute in die Kirche Santi Cosma e Damiano integriert.